# Форенц, Конрад
Конрад Форенц (пол. Konrad Forenc, родился 17 июля 1992 года) — польский футболист, вратарь клуба «Корона» (Кельце).

## Биография
Воспитанник клуба «Олава». С 2009 по 2021 годы выступал за клуб «Заглембе» (Любин), три раза отправлялся в аренду в клубы «Колеяж», «Флота» и «Калисия». В сезоне 2014/2015 выиграл Первую лигу Польши и вышел в Экстраклассу, становился бронзовым призёром в сезоне 2015/2016. Вызывался в 2009—2010 годах в сборную Польши U-19. Всего за «Заглембе» провёл 91 матч в разных турнирах, в 34 не пропустил ни одного мяча. В 2021 году перешёл в «Корону» из Кельце.